# (29250) Helmutmoritz
(29250) Helmutmoritz ist ein Asteroid des Hauptgürtels, der am 24. September 1992 von den deutschen Astronomen Freimut Börngen und Lutz D. Schmadel an der Thüringer Landessternwarte Tautenburg (IAU-Code 033) in Thüringen entdeckt wurde.
Benannt wurde der Asteroid nach dem österreichischen Geodäten Helmut Moritz (1933–2022), der als Professor für Physikalische Geodäsie zu den bedeutendsten Repräsentanten dieses Fachgebiets zählte.